# Leichtathletik-Weltmeisterschaften 2015/Teilnehmer (Republik Kongo)
| Gelbes Symbol für Goldmedaillen mit stilisierten Olympischen Ringen | Graues Symbol für Silbermedaillen mit stilisierten Olympischen Ringen | Braundes Symbol für Bronzemedaillen mit stilisierten Olympischen Ringen |
| ------------------------------------------------------------------- | --------------------------------------------------------------------- | ----------------------------------------------------------------------- |
| —                                                                   | —                                                                     | —                                                                       |

Der Leichtathletikverband der Republik Kongo nominierte einen Athleten für die Leichtathletik-Weltmeisterschaften 2015 in der chinesischen Hauptstadt Peking.

## Ergebnisse

### Männer

#### Sprung/Wurf
| Athlet        | Disziplin   | Qualifikation | Qualifikation | Finale             | Finale             |
| Athlet        | Disziplin   | Weite/Höhe    | Platz         | Weite/Höhe         | Platz              |
| ------------- | ----------- | ------------- | ------------- | ------------------ | ------------------ |
| Franck Elemba | Kugelstoßen | 19,40 m       | 21            | nicht qualifiziert | nicht qualifiziert |